# Diósszentpál
Diósszentpál (horvátul: Dioš) falu Horvátországban Belovár-Bilogora megyében. Közigazgatásilag Končanicához tartozik.

## Fekvése
Belovártól légvonalban 40, közúton 49 km-re délkeletre, Daruvártól légvonalban 6, közúton 8 km-re északra, községközpontjától légvonalban 3, közúton 5 km-re északkeletre, Nyugat-Szlavóniában, az Ilova bal partja közelében fekszik.

## Története
A település azután jött létre, hogy 1904-ben Tüköry Alajos szlavón parlamenti képviselő özvegye Falkenberg Paula Mária nevű lánya számára kastélyt építtetett ide. Róla nevezték el az épületet németül Marienhofnak, illetve horvátul Marijin dvornak. 1910-ben a népszámlálás adatai szerint a településnek 35 lakosa, lakosságának 97%-a magyar anyanyelvű volt. Az első világháború után 1918-ban az új szerb-horvát-szlovén állam, majd később (1929-ben) Jugoszlávia része lett. A Tüköry család még az I. világháború előtt eladta itteni birtokát a Kulmer családnak, majd tőlük a szalézi rend vásárolta meg. A rend 1941 és 1945 között iskolát működtetett a kastélyban.
A település 1941 és 1945 között a németbarát Független Horvát Államhoz, háború után a település a szocialista Jugoszláviához tartozott. A kastélyt államosították és elemi iskola működött benne. A település 1991-től a független Horvátország része. 1991-ben lakosságának 74%-a horvát, 22%-a cseh nemzetiségű volt. 1995-ben a kastélyba visszatérhettek a szaléziak. 2011-ben a településnek 144 lakosa volt.

## Lakossága
| Lakosság változása | Lakosság változása | Lakosság változása | Lakosság változása | Lakosság változása | Lakosság változása | Lakosság változása | Lakosság változása | Lakosság változása | Lakosság változása | Lakosság változása | Lakosság változása | Lakosság változása | Lakosság változása | Lakosság változása | Lakosság változása |
| ------------------ | ------------------ | ------------------ | ------------------ | ------------------ | ------------------ | ------------------ | ------------------ | ------------------ | ------------------ | ------------------ | ------------------ | ------------------ | ------------------ | ------------------ | ------------------ |
| 1857               | 1869               | 1880               | 1890               | 1900               | 1910               | 1921               | 1931               | 1948               | 1953               | 1961               | 1971               | 1981               | 1991               | 2001               | 2011               |
| 0                  | 0                  | 0                  | 0                  | 0                  | 35                 | 25                 | 29                 | 66                 | 72                 | 66                 | 53                 | 57                 | 120                | 140                | 144                |

## Nevezetességei
Kastélyát 1904-ben Foerk Ernő és Sándy Gyula budapesti építészek tervei szerint építették historizáló-szecessziós stílusban. Az épületet elsősorban a vadászati évszakban történő használatra illetve nyaralónak szánták, de alkalmas volt az egész évbeni itt tartózkodásra is. A kastély főtömbje négyzetes alaprajzú, északkeleti sarkán neoromán stílusú hengeres toronnyal, melynek délnyugati oldalához egy kisebb, de magasabb a saroktorony tetőteraszára vezető lépcsőtorony csatlakozik. A kastély főtömbjének északnyugati részén alacsonyabb, kúp alakú toronysisakkal fedett saroktorony található. A főtömb nyugati oldalához egy, a kiszolgáló helyiségeket tartalmazó, földszintes épületszárnyat építettek. Belsejének központi része a két emelet magasságú, dongaboltozatos csarnok, melynek pompáját díszes falfestés, tölgyfakorlátos lépcső, a fába illesztett domborművek, vízmedence és egy nagyméretű márványkandalló emeli. Ehhez csatlakoznak a földszinten az ebédlő és a vendégszobák. A család lakószobái az emeleten találhatók. A kastélyból pompás kilátás nyílik az épület alatti völgyre. Az épület ma eléggé leromlott állapotban áll. Mögötte park terült el. A kastélyhoz egyéb kiszolgáló épületek istállók, kocsiszínek, növényház és személyzeti lakások tartoztak, melyek kissé távolabb helyezkedtek el.